# Prosser (Washington)
Prosser és una població dels Estats Units i seu del comtat de Benton a l'estat de Washington. Segons el cens del 2000 tenia 4.838 habitants.

## Demografia
Segons el cens del 2000, Prosser tenia 4.838 habitants. La densitat de població era de 434,4 habitants per km².
Per edats la població es repartia de la següent manera: un 32,5% tenia menys de 18 anys, un 9,6% entre 18 i 24, un 26% entre 25 i 44, un 19,5% de 45 a 60 i un 12,3% 65 anys o més.
L'edat mediana era de 32 anys. Per cada 100 dones de 18 o més anys hi havia 88,8 homes.
La renda mediana per habitatge era de 39.185 $ i la renda mediana per família de 45.162 $. Els homes tenien una renda mediana de 36.750 $ mentre que les dones 26.146 $. La renda per capita de la població era de 16.302 $. Aproximadament l'11,5% de les famílies i el 13,5% de la població estaven per davall del llindar de pobresa.

## Poblacions més properes
El següent diagrama mostra les poblacions més properes.